# کناتا، انتاریو
کناتا، انتاریو (به انگلیسی: Kanata, Ontario) یک منطقهٔ مسکونی در کانادا است که در اتاوا واقع شده‌است. کناتا ۹۰٬۸۰۶ نفر جمعیت دارد.